# Neues Abenteuer mit Flipper
Neues Abenteuer mit Flipper handelt vom  Delfin Flipper und wurde 1964 von MGM gedreht. Das Drehbuch zu dem Abenteuerfilm schrieb Art Arthur, Regie führte Leon Benson.

## Handlung
Sandy Ricks’ Freund, der Tümmler Flipper, soll ihm abgenommen werden. Er reißt aus und versteckt sich auf einer einsamen Insel. Julia Hopewell und ihre Töchter Gwen und Penny stranden auf der Insel, da ihre Yacht von Strafgefangenen gekapert wurden. Sir Halsey wird als Geisel genommen. Sandy nimmt gemeinsam mit Flipper den Kampf gegen die entflohenen Sträflinge auf.

## Kritiken
„Unterhaltsamer Abenteuerfilm für Kinder.“

## Serien und weitere Kinofilme
- Bei diesem Film handelt es sich um die Fortsetzung von Flipper aus dem Jahr 1963; ein weiterer Flipper-Film stammt aus dem Jahr 1996.

- Die Serie Flipper besteht aus zwei Staffeln (die erste lief von 1964 bis 1967, die zweite von 1995 bis 2000).